# 王應期 (萬曆進士)
王應期（1552年—？），字瑞徵，號文郊，順天府霸州文安縣人，明朝政治人物。

## 生平
隆庆元年（1567年）丁卯科順天府鄉試舉人，萬曆十七年（1589年）己丑科進士。户部觀政，十八年四月授河南尉氏縣知縣，养病。二十五年復補陝西蒲城縣，二十六年陞刑部主事，二十七年关外审决，二十八年湖广恤刑，二十九年升员外郎，三十一年晉郎中，陞陝西延安府知府，未被命而疾作，遂不復起。

## 家族
曾祖父王原，曾任壽官；祖父王甫全；父親王宗寶，曾任省祭官。母張氏。